# Scheuern

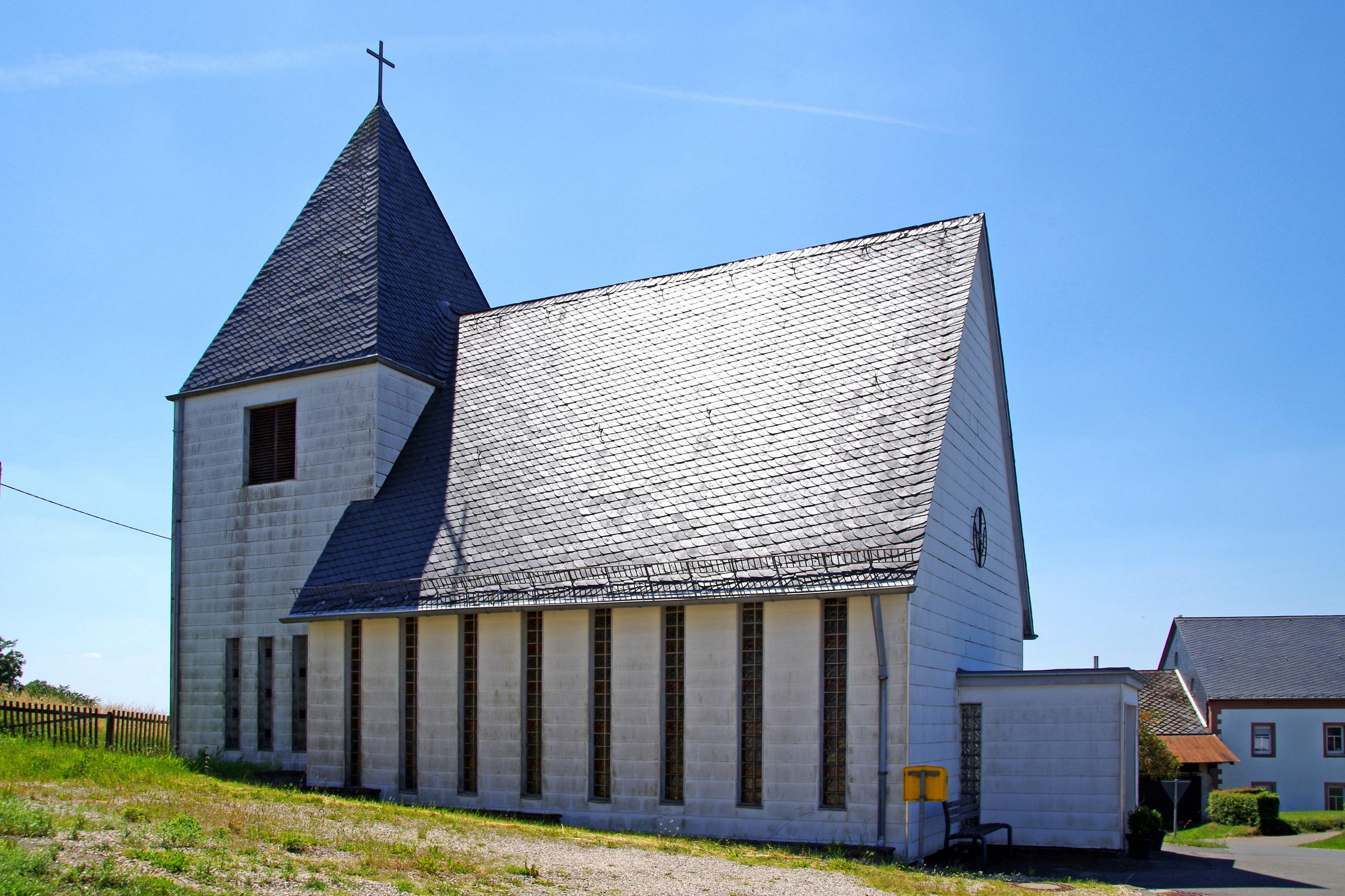
St. Jakobus der Ältere

Scheuern ist eine Ortsgemeinde im Eifelkreis Bitburg-Prüm in Rheinland-Pfalz. Sie gehört der Verbandsgemeinde Südeifel an.

## Geographie
Scheuern liegt im Naturpark Südeifel. Zu Scheuern gehört auch der Weiler Altscheuern sowie die Wohnplätze Conrathshof und Palzkillshof.
Nachbarorte von Scheuren sind die Ortsgemeinden Plascheid im Nordwesten, Uppershausen im Norden, Berkoth im Nordosten und Fischbach-Oberraden im Südosten und die Stadt Neuerburg im Südwesten.

## Geschichte
Die erste urkundliche Erwähnung Scheuerns entstammt dem 12. Jahrhundert, der Ort wurde wahrscheinlich von Mönchen der Abtei Prüm gegründet. Genaueres über die Entstehung geht aus den Überlieferungen nicht hervor. Der Ort gehörte bis Ende des 18. Jahrhunderts zur Herrschaft Neuerburg im Herzogtum Luxemburg (Quartier Vianden).
Mit der Besetzung des Linken Rheinufers 1794 durch französische Revolutionstruppen wurde der Ort französisch. Verwaltungsmäßig gehörte Scheuern nun zur Mairie Ammeldingen, die dem Arrondissement Bitburg im Wälderdepartement zugeordnet war. Nach der Niederlage Napoleons kam der Ort aufgrund der 1815 auf dem Wiener Kongress getroffenen Vereinbarungen zum Königreich Preußen. Aus der Mairie wurde die Bürgermeisterei Ammeldingen, die dem Kreis Bitburg des Regierungsbezirks Trier angehörte, der 1822 Teil der neu gebildeten preußischen Rheinprovinz wurde. Die Bürgermeisterei Ammeldingen bestand bis 1861 und ging dann in der Bürgermeisterei Neuerburg-Land auf.
Nach dem Ersten Weltkrieg zeitweise französisch besetzt und nach dem Zweiten Weltkrieg der französischen Besatzungszone zugeordnet, ist der Ort seit 1946 Teil des damals neu gebildeten Landes Rheinland-Pfalz.
Bevölkerungsentwicklung
Die Entwicklung der Einwohnerzahl von Scheuern, die Werte von 1871 bis 1987 beruhen auf Volkszählungen:
| Jahr | Einwohner |
| ---- | --------- |
| 1815 | 68        |
| 1835 | 92        |
| 1871 | 100       |
| 1905 | 93        |
| 1939 | 100       |
| 1950 | 102       |
| 1961 | 82        |

| Jahr | Einwohner |
| ---- | --------- |
| 1970 | 87        |
| 1987 | 76        |
| 1997 | 57        |
| 2005 | 50        |
| 2011 | 55        |
| 2017 | 44        |
| 2023 | 38        |

## Politik

### Gemeinderat
Der Ortsgemeinderat Scheuern besteht aus sechs Ratsmitgliedern, die bei der Kommunalwahl am 9. Juni 2024 in einer Mehrheitswahl gewählt wurden, und dem ehrenamtlichen Ortsbürgermeister als Vorsitzendem.

### Bürgermeister
Werner Koos wurde am 25. Oktober 2016 vom Gemeinderat zum Ortsbürgermeister von Scheuern gewählt, nachdem er bereits seit der Kommunalwahl 2014, bei der sich kein Bewerber für das Amt des Bürgermeisters gefunden hatte, als Erster Beigeordneter die Amtsgeschäfte geführt hatte. Da bei der Direktwahl am 26. Mai 2019 kein gültiger Wahlvorschlag eingereicht wurde, oblag die Neuwahl des Bürgermeisters rheinland-pfälzischer Gemeindeordnung erneut dem Rat. Auf seiner konstituierenden Sitzung am 24. Juni 2019, nach drei Wahlgängen mit Stimmengleichheit zwischen den bisherigen Amtsinhaber und dem weiteren Bewerber Konrad Götz, wurde letzterer per Losentscheid gewählt. Götz legte aber bereits zum 30. Juni sein neues Amt nieder. Damit wurden die Amtsgeschäfte wieder von Koos übernommen, der zum Ersten Beigeordneten gewählt worden war. Für die gemäß Gemeindeordnung nun anzusetzende Direktwahl wurde wieder kein Wahlvorschlag eingereicht. Damit war erneut der Gemeinderat gefordert, der sich auf seiner Sitzung am 2. September 2019 mehrheitlich für Werner Koos entschied. Da für die Direktwahl am 9. Juni 2024 erneut kein Wahlvorschlag eingereicht wurde, oblag die Neuwahl des Bürgermeisters dem neu gewählten Rat, der auf seiner konstituierende Sitzung am 2. Juli 2024 Werner Koos für weitere fünf Jahre in seinem Amt bestätigte.

### Wappen
| Wappen von Scheuern | Blasonierung: „Rot geteilt durch silbernen Schrägrechtsbalken, dieser belegt mit schwarzer Kapelle mit drei silbernen Fenstern, Turm rechts mit zwei silbernen Schalllöchern und silbergerahmtem Eingang, links davon ein schwarzer Pflug, vorne eine goldene Ähre am zweiblättrigen Halm, hinten ein goldenes Eichenblatt mit Eichel am Stengel.“ |
| Wappen von Scheuern | |

## Sehenswürdigkeiten
In der Denkmalliste des Landes Rheinland-Pfalz (Stand: 2024) werden als Kulturdenkmäler drei Wegekreuze im Ort und in der Gemarkung genannt.
Siehe auch: Liste der Kulturdenkmäler in Scheuern

## Verkehr
Die Gemeinde wird von der Kreisstraße 50 an das Straßennetz angeschlossen.

## Sonstiges
Scheuern ist die einzige Gemeinde in Rheinland-Pfalz, die ausschließlich von Christen bewohnt wird; 35 davon sind katholisch, 2 sind evangelisch.